# Flashback (1990)
Flashback ist eine US-amerikanische Actionkomödie von Franco Amurri aus dem Jahr 1990.

## Handlung
Der FBI-Agent John Buckner soll den Althippie Huey Walker nach Spokane überführen, wo Walker ein Strafprozess erwartet. Walker war vor 20 Jahren ein berühmter Aktivist, sein Foto erschien auf der Titelseite der Zeitschrift Life. Buckner und Walker sollen zuerst fliegen, aber sie nehmen aufgrund des schlechten Wetters einen Zug.
Walker macht sich über das junge Alter seines Bewachers lustig. Er gibt vor, Buckner in dessen Getränk Acid gemischt zu haben. Daraufhin versucht Buckner mithilfe von Alkohol die Wirkung des Acids zu verringern, wird aber betrunken und handlungsunfähig. Walker schneidet seine Haare kurz, wechselt mit Buckner die Kleidung und schlüpft in die Identität von FBI-Agent Buckner. Walker eskortiert diesen, weil er nicht mehr auf eigenen Beinen gehen kann, und übergibt ihn der Polizei. Buckner wird im örtlichen Sheriffbüro in eine Arrestzelle eingesperrt, während Walker in eine Bar geht und gegenüber zwei ehemaligen Hippies seine wahre Identität nicht preisgibt.
Buckner wacht auf und streitet mit Sheriff Hightower, der ihn für Walker hält und schlägt. Hightower bemerkt später seinen Irrtum und fürchtet, dass die Panne seine Kandidatur für den Kongress gefährden könnte. Er redet auf Buckner ein, dieser will ihn jedoch wegen Gefangenenmisshandlung anzeigen.
Walker wird von den oben erwähnten Männern entführt, die sich an die 1960er Jahre positiv erinnern. Sie halten ihn aufgrund Walkers falschen Angaben für Buckner und wollen – trotz heftiger Proteste und Beteuerungen, er sei Walker – Buckner gegen Walker austauschen. Am Treffpunkt der Übergabe lassen die Männer, die ihren Fehler bemerken, Walker laufen. Da Buckner den Sheriff weiterhin zur Verantwortung ziehen will, versucht dieser Buckner und Walker zu töten. Die beiden retten sich durch einen Sprung von der Brücke in den Fluss.
Buckner und Walker erreichen eine alte Hippiekolonie, in der Buckner aufwuchs. Seine Eltern sind bereits vor Jahren ausgezogen, sie führen einen Laden in einer Stadt. In der Kolonie lebt nur Maggie, die die ganze Familie kennt. Sie zeigt den Männern einen Film aus Buckners Kindheit. Buckner erzählt, wie sehr er sich als ein Kind der Hippies unter den normalen Kindern schämte, aber der alte Film berührt ihn.
Maggie bringt Buckner und Walker in einem alten bunt bemalten Bus zum Zug, der nach Kanada fährt. Einige FBI-Agenten, darunter Buckners Chef, sowie Hightower steigen in den Zug ein. Dort versucht Hightower erneut, Buckner zu töten, aber Walker wirft ihn aus dem Zug. Er koppelt von den Personenwaggons die am Ende des Zuges befindlichen Güterwaggons ab. Einer der FBI-Agenten schießt auf ihn, Walker scheint getroffen zu werden. Etwas später entgleisen die Güterwaggons und Behälter mit einer leicht brennbaren Substanz explodieren.
Buckner nimmt einen langen Urlaub und fährt auf einem Motorrad. Er will seine Eltern besuchen. Vor einer Buchhandlung, in deren Schaufenster Bücher von Walker ausgestellt sind, trifft Buckner auf Walker, der seinen Tod nur vorgetäuscht hat, um sein Buch besser verkaufen zu können. Dieses bereits früher geschriebene Buch wurde zum Bestseller, was Walker die Benutzung einer – allerdings geliehenen – Stretch-Limousine ermöglicht.

## Kritiken
Roger Ebert bezeichnete den Film in der Chicago Sun-Times vom 2. Februar 1990 als eine „angenehme Überraschung“. Er vermische Elemente der Filme Midnight Run – Fünf Tage bis Mitternacht und Rude Awakening. Ebert lobte stark die „flotte“, „intelligente“ und „einnehmende“ Darstellung von Dennis Hopper.
Das Lexikon des internationalen Films schrieb, der Film weise „dramaturgische Holprigkeiten“ auf und vermische auf eine „wüste“ Weise Genres. Trotzdem sei er „ein reizvoller Versuch, die Träume der protestbewegten 60er Jahre auf amüsante Art mit den Zeitgeist-Frustrationen der Gegenwart zu verbinden“. Dennis Hopper „kokettiere […] mit seinem Kultstatus“, den er nach dem Film Easy Rider erlangt habe.

## Hintergrund
Der Film wurde in Denver und Glenwood Springs (Colorado) gedreht. Er spielte in den Kinos der USA ca. 6,5 Millionen Dollar ein.